# Hypentelium etowanum
Hypentelium etowanum är en fiskart som först beskrevs av Jordan, 1877.  Hypentelium etowanum ingår i släktet Hypentelium och familjen Catostomidae. Inga underarter finns listade i Catalogue of Life.